# Serie A1 w piłce siatkowej mężczyzn (2009/2010)
Serie A siatkarzy w sezonie 2009/2010 – 64. sezon rywalizacji o mistrzostwo Włoch. Zainaugurowany został 27 września 2009 roku meczami pierwszej kolejki. Początek sezonu poprzedził mecz o Superpuchar Włoch, który odbył się 20 września 2009 roku pomiędzy CoprAtlantide Piacenzą (mistrz Włoch) a Lube Banca Marche Maceratą (zdobywca Pucharu Włoch). Drużyna z Piacenzy zwyciężyła 3:2 (25:19, 24:26, 20:25, 25:20, 20:18).
W tym sezonie udział wzięło 15 zespołów. W Lidze Mistrzów Włochy reprezentowały Itas Diatec Trentino, CoprAtlantide Piacenza oraz Lube Banca Marche Macerata, w Pucharze CEV – Bre Banca Lannutti Cuneo, a w Pucharze Challenge – RPA-LuigiBacchi.it Perugia. Mistrzem Włoch została drużyna Bre Banci Lannutti Cuneo. W finale – V-day, który odbył się 9 maja w Bolonii, pokonała Itas Diatec Trentino 3:1.
| Mistrz Włoch | Bre Banca Lannutti Cuneo |
| Puchar Włoch | Itas Diatec Trentino     |

## Drużyny uczestniczące w rozgrywkach
- Bre Banca Lannutti Cuneo
- Yoga Forlí
- Andreoli Latina
- Esse-Ti Carilo Loreto
- Lube Banca Marche Macerata
- Trenkwalder Modena
- Acqua Paradiso Monza
- RPA-LuigiBacchi.it Perugia
- CoprAtlantide Piacenza
- Aran Cucine Abruzzo Pineto
- Prisma Taranto
- Itas Diatec Trentino
- Sisley Treviso
- Tonno Callipo Vibo Valentia
- Marmi Lanza Werona

## Faza zasadnicza

### Wyniki spotkań
|  |  | 1. KOLEJKA |  |
|  |  | ---------- |  |

| 27.09.2009 | Prisma Taranto | 1:3 (20:25, 25:20, 20:25, 13:25) | CoprAtlantide Piacenza |

| 27.09.2009 | Itas Diatec Trentino | 3:1 (25:27, 27:29, 27:25, 25:27) | Andreoli Latina |

| 27.09.2009 | Bre Banca Lannutti Cuneo | 0:3 (22:25, 17:25, 21:25) | Marmi Lanza Werona |

| 27.09.2009 | Trenkwalder Modena | 2:3 (20:25, 22:25, 25:23, 25:23, 13:15) | Lube Banca Marche Macerata |

| 27.09.2009 | RPA-LuigiBacchi.it Perugia | 3:2 (25:22, 25:17, 16:25, 21:25, 16:14) | Acqua Paradiso Monza |

| 27.09.2009 | Esse-Ti Carilo Loreto | 2:3 (25:23, 25:22, 20:25, 18:25, 11:15) | Sisley Treviso |

| 28.10.2009 | Aran Cucine Abruzzo Pineto | 0:3 (19:25, 19:25, 18:25) | Tonno Callipo Vibo Valentia |

|  | Yoga Forlí |  | pauzuje |

|  |  | 2. KOLEJKA |  |
|  |  | ---------- |  |

| 4.10.2009 | Marmi Lanza Werona | 0:3 (18:25, 23:25, 18:25) | Trenkwalder Modena |

| 4.10.2009 | Lube Banca Marche Macerata | 3:0 (25:22, 25:20, 25:21) | Aran Cucine Abruzzo Pineto |

| 4.10.2009 | Andreoli Latina | 0:3 (24:26, 19:25, 22:25) | Prisma Taranto |

| 4.10.2009 | CoprAtlantide Piacenza | 3:0 (25:21, 25:17, 27:25) | Esse-Ti Carilo Loreto |

| 4.10.2009 | Tonno Callipo Vibo Valentia | 3:0 (25:23, 25:18, 25:22) | Itas Diatec Trentino |

| 4.10.2009 | Yoga Forlí | 0:3 (20:25, 22:25, 14:25) | Bre Banca Lannutti Cuneo |

| 4.10.2009 | Sisley Treviso | 3:0 (25:17, 25:20, 25:22) | RPA-LuigiBacchi.it Perugia |

|  | Acqua Paradiso Monza |  | pauzuje |

|  |  | 3. KOLEJKA |  |
|  |  | ---------- |  |

| 7.10.2009 | Trenkwalder Modena | 3:0 (25:16, 25:16, 25:23) | Andreoli Latina |

| 7.10.2009 | RPA-LuigiBacchi.it Perugia | 2:3 (22:25, 23:25, 25:20, 25:18, 12:15) | Lube Banca Marche Macerata |

| 7.10.2009 | Esse-Ti Carilo Loreto | 3:0 (25:20, 25:22, 25:23) | Marmi Lanza Werona |

| 7.10.2009 | Itas Diatec Trentino | 3:0 (25:18, 26:24, 25:21) | Acqua Paradiso Monza |

| 7.10.2009 | Bre Banca Lannutti Cuneo | 3:1 (23:25, 25:22, 35:33, 25:20) | CoprAtlantide Piacenza |

| 7.10.2009 | Tonno Callipo Vibo Valentia | 2:3 (20:25, 21:25, 25:22, 25:16, 10:15) | Sisley Treviso |

| 7.10.2009 | Prisma Taranto | 3:0 (25:20, 25:17, 25:20) | Yoga Forlí |

|  | Aran Cucine Abruzzo Pineto |  | pauzuje |

|  |  | 4. KOLEJKA |  |
|  |  | ---------- |  |

| 10.10.2009 | CoprAtlantide Piacenza | 1:3 (25:19, 16:25, 23:25, 23:25) | Itas Diatec Trentino |

| 11.10.2009 | Sisley Treviso | 3:0 (25:23, 25:23, 25:18) | Lube Banca Marche Macerata |

| 11.10.2009 | Marmi Lanza Werona | 3:2 (21:25, 25:22, 25:19, 28:30, 15:10) | Prisma Taranto |

| 11.10.2009 | Trenkwalder Modena | 3:0 (25:21, 25:20, 25:21) | Esse-Ti Carilo Loreto |

| 11.10.2009 | Acqua Paradiso Monza | 3:2 (25:22, 18:25, 25:22, 31:33, 15:13) | Bre Banca Lannutti Cuneo |

| 11.10.2009 | Yoga Forlí | 3:0 (25:23, 25:20, 25:20) | Aran Cucine Abruzzo Pineto |

| 11.10.2009 | Andreoli Latina | 1:3 (21:25, 19:25, 25:21, 22:25) | Tonno Callipo Vibo Valentia |

|  | RPA-LuigiBacchi.it Perugia |  | pauzuje |

|  |  | 5. KOLEJKA |  |
|  |  | ---------- |  |

| 14.10.2009 | Lube Banca Marche Macerata | 0:3 (17:25, 18:25, 15:25) | Itas Diatec Trentino |

| 14.10.2009 | Tonno Callipo Vibo Valentia | 0:3 (20:25, 17:25, 21:25) | CoprAtlantide Piacenza |

| 14.10.2009 | Bre Banca Lannutti Cuneo | 3:1 (26:24, 20:25, 25:17, 25:18) | Sisley Treviso |

| 14.10.2009 | Acqua Paradiso Monza | 3:1 (25:19, 19:25, 25:20, 25:19) | Esse-Ti Carilo Loreto |

| 14.10.2009 | RPA-LuigiBacchi.it Perugia | 0:3 (20:25, 16:25, 20:25) | Marmi Lanza Werona |

| 14.10.2009 | Aran Cucine Abruzzo Pineto | 1:3 (22:25, 25:13, 20:25, 25:17) | Prisma Taranto |

| 14.10.2009 | Yoga Forlí | 0:3 (18:25, 20:25, 23:25) | Andreoli Latina |

|  | Trenkwalder Modena |  | pauzuje |

|  |  | 6. KOLEJKA |  |
|  |  | ---------- |  |

| 17.10.2009 | RPA-LuigiBacchi.it Perugia | 3:1 (25:23, 21:25, 25:21, 25:22) | Tonno Callipo Vibo Valentia |

| 18.10.2009 | CoprAtlantide Piacenza | 2:3 (25:22, 22:25, 25:20, 18:25, 13:15) | Lube Banca Marche Macerata |

| 18.10.2009 | Itas Diatec Trentino | 3:0 (25:21, 25:15, 25:22) | Bre Banca Lannutti Cuneo |

| 18.10.2009 | Trenkwalder Modena | 3:1 (25:22, 21:25, 25:12, 25:21) | Acqua Paradiso Monza |

| 18.10.2009 | Marmi Lanza Werona | 0:3 (23:25, 22:25, 17:25) | Sisley Treviso |

| 18.10.2009 | Andreoli Latina | 3:0 (25:19, 25:19, 25:17) | Aran Cucine Abruzzo Pineto |

| 18.10.2009 | Esse-Ti Carilo Loreto | 3:1 (25:18, 25:21, 23:25, 25:23) | Yoga Forlí |

|  | Prisma Taranto |  | pauzuje |

|  |  | 7. KOLEJKA |  |
|  |  | ---------- |  |

| 21.10.2009 | Itas Diatec Trentino | 3:0 (25:22, 25:21, 25:15) | Prisma Taranto |

| 21.10.2009 | Bre Banca Lannutti Cuneo | 3:2 (27:25, 25:19, 21:25, 21:25, 16:14) | RPA-LuigiBacchi.it Perugia |

| 21.10.2009 | Yoga Forlí | 0:3 (21:25, 18:25, 19:25) | CoprAtlantide Piacenza |

| 21.10.2009 | Tonno Callipo Vibo Valentia | 3:2 (36:34, 21:25, 25:22, 23:25, 15:11) | Esse-Ti Carilo Loreto |

| 21.10.2009 | Acqua Paradiso Monza | 3:0 (25:22, 25:18, 25:15) | Andreoli Latina |

| 21.10.2009 | Sisley Treviso | 1:3 (25:19, 24:26, 20:25, 21:25) | Trenkwalder Modena |

| 21.10.2009 | Aran Cucine Abruzzo Pineto | 2:3 (25:18, 25:18, 19:25, 19:25, 11:15) | Marmi Lanza Werona |

|  | Lube Banca Marche Macerata |  | pauzuje |

|  |  | 8. KOLEJKA |  |
|  |  | ---------- |  |

| 24.10.2009 | Trenkwalder Modena | 0:3 (26:28, 26:28, 18:25) | Bre Banca Lannutti Cuneo |

| 25.10.2009 | Yoga Forlí | 0:3 (18:25, 20:25, 18:25) | Lube Banca Marche Macerata |

| 25.10.2009 | Esse-Ti Carilo Loreto | 0:3 (15:25, 21:25, 24:26) | Itas Diatec Trentino |

| 25.10.2009 | Andreoli Latina | 1:3 (25:22, 20:25, 18:25, 23:25) | CoprAtlantide Piacenza |

| 25.10.2009 | Aran Cucine Abruzzo Pineto | 1:3 (25:23, 21:25, 15:25, 17:25) | RPA-LuigiBacchi.it Perugia |

| 25.10.2009 | Prisma Taranto | 0:3 (19:25, 23:25, 20:25) | Acqua Paradiso Monza |

| 25.10.2009 | Marmi Lanza Werona | 3:1 (23:25, 25:16, 29:27, 25:21) | Tonno Callipo Vibo Valentia |

|  | Sisley Treviso |  | pauzuje |

|  |  | 9. KOLEJKA |  |
|  |  | ---------- |  |

| 31.10.2009 | Lube Banca Marche Macerata | 3:1 (25:16, 25:20, 23:25, 32:30) | Andreoli Latina |

| 1.11.2009 | Acqua Paradiso Monza | 2:3 (19:25, 25:20, 26:24, 24:26, 14:16) | Yoga Forlí |

| 1.11.2009 | CoprAtlantide Piacenza | 3:0 (25:18, 25:16, 25:14) | Marmi Lanza Werona |

| 1.11.2009 | Sisley Treviso | 3:1 (25:20, 25:12, 26:28, 25:23) | Aran Cucine Abruzzo Pineto |

| 1.11.2009 | Tonno Callipo Vibo Valentia | 3:0 (25:21, 25:22, 28:26) | Prisma Taranto |

| 1.11.2009 | RPA-LuigiBacchi.it Perugia | 3:0 (25:21, 25:17, 25:19) | Esse-Ti Carilo Loreto |

| 12.11.2009 | Itas Diatec Trentino | 3:1 (15:25, 25:23, 25:22, 25:19) | Trenkwalder Modena |

|  | Bre Banca Lannutti Cuneo |  | pauzuje |

|  |  | 10. KOLEJKA |  |
|  |  | ----------- |  |

| 6.11.2009 | Marmi Lanza Werona | 3:1 (25:19, 19:25, 25:23, 25:21) | Andreoli Latina |

| 8.11.2009 | Tonno Callipo Vibo Valentia | 3:2 (19:25, 25:23, 25:19, 20:25, 15:11) | Lube Banca Marche Macerata |

| 8.11.2009 | CoprAtlantide Piacenza | 1:3 (14:25, 22:25, 25:20, 33:35) | Trenkwalder Modena |

| 8.11.2009 | Esse-Ti Carilo Loreto | 0:3 (19:25, 10:25, 18:25) | Bre Banca Lannutti Cuneo |

| 8.11.2009 | Acqua Paradiso Monza | 3:0 (25:21, 25:22, 26:24) | Aran Cucine Abruzzo Pineto |

| 8.11.2009 | Yoga Forlí | 2:3 (22:25, 25:20, 22:25, 28:26, 12:15) | RPA-LuigiBacchi.it Perugia |

| 8.11.2009 | Prisma Taranto | 3:1 (28:26, 25:21, 21:25, 25:23) | Sisley Treviso |

|  | Itas Diatec Trentino |  | pauzuje |

|  |  | 11. KOLEJKA |  |
|  |  | ----------- |  |

| 15.11.2009 | Lube Banca Marche Macerata | 3:1 (25:19, 22:25, 25:23, 28:26) | Acqua Paradiso Monza |

| 15.11.2009 | Trenkwalder Modena | 3:0 (29:27, 25:23, 25:23) | Prisma Taranto |

| 15.11.2009 | Itas Diatec Trentino | 3:2 (25:27, 20:25, 25:18, 25:17, 16:14) | Marmi Lanza Werona |

| 15.11.2009 | Bre Banca Lannutti Cuneo | 3:0 (25:18, 25:18, 25:13) | Tonno Callipo Vibo Valentia |

| 15.11.2009 | Aran Cucine Abruzzo Pineto | 3:0 (18:25, 21:25, 14:25) | RPA-LuigiBacchi.it Perugia |

| 15.11.2009 | Sisley Treviso | 3:1 (25:21, 25:12, 23:25, 25:20) | Yoga Forlí |

| 15.11.2009 | Andreoli Latina | 1:3 (25:27, 17:25, 25:21, 20:25) | CoprAtlantide Piacenza |

|  | Esse-Ti Carilo Loreto |  | pauzuje |

|  |  | 12. KOLEJKA |  |
|  |  | ----------- |  |

| 25.11.2009 | CoprAtlantide Piacenza | 1:3 (20:25, 17:25, 25:22, 17:25) | Sisley Treviso |

| 26.11.2009 | Prisma Taranto | 1:3 (21:25, 25:16, 16:25, 24:26) | Lube Banca Marche Macerata |

| 26.11.2009 | Esse-Ti Carilo Loreto | 3:2 (32:30, 23:25, 22:25, 25:21, 21:19) | Andreoli Latina |

| 26.11.2009 | Yoga Forlí | 0:3 (16:25, 22:25, 16:25) | Itas Diatec Trentino |

| 26.11.2009 | Bre Banca Lannutti Cuneo | 3:0 (25:13, 25:11, 25:15) | Aran Cucine Abruzzo Pineto |

| 26.11.2009 | Acqua Paradiso Monza | 3:1 (20:25, 25:22, 25:23, 25:22) | Marmi Lanza Werona |

| 26.11.2009 | RPA-LuigiBacchi.it Perugia | 2:3 (26:24, 25:23, 23:25, 16:25, 6:15) | Trenkwalder Modena |

|  | Tonno Callipo Vibo Valentia |  | pauzuje |

|  |  | 13. KOLEJKA |  |
|  |  | ----------- |  |

| 29.11.2009 | Prisma Taranto | 3:1 (22:25, 25:18, 25:23, 25:23) | Esse-Ti Carilo Loreto |

| 29.11.2009 | Lube Banca Marche Macerata | 1:3 (25:14, 21:25, 12:25, 20:25) | Bre Banca Lannutti Cuneo |

| 29.11.2009 | Itas Diatec Trentino | 3:0 (25:23, 25:17, 25:19) | Aran Cucine Abruzzo Pineto |

| 29.11.2009 | CoprAtlantide Piacenza | 3:1 (25:18, 23:25, 29:27, 26:24) | RPA-LuigiBacchi.it Perugia |

| 29.11.2009 | Sisley Treviso | 3:1 (22:25, 25:22, 26:24, 25:23) | Acqua Paradiso Monza |

| 29.11.2009 | Trenkwalder Modena | 3:0 (26:24, 25:23, 25:23) | Tonno Callipo Vibo Valentia |

| 29.11.2009 | Marmi Lanza Werona | 3:1 (24:26, 25:20, 25:21, 25:14) | Yoga Forlí |

|  | Andreoli Latina |  | pauzuje |

|  |  | 14. KOLEJKA |  |
|  |  | ----------- |  |

| 5.12.2009 | Yoga Forlí | 2:3 (25:18, 17:25, 22:25, 25:21, 11:15) | Trenkwalder Modena |

| 6.12.2009 | Sisley Treviso | 3:2 (21:25, 25:19, 25:23, 21:25, 5:11) | Itas Diatec Trentino |

| 6.12.2009 | Lube Banca Marche Macerata | 3:1 (25:13, 19:25, 25:21, 27:25) | Marmi Lanza Werona |

| 6.12.2009 | Acqua Paradiso Monza | 3:0 (25:21, 25:23, 25:20) | Tonno Callipo Vibo Valentia |

| 6.12.2009 | Bre Banca Lannutti Cuneo | 3:0 (25:23, 25:22, 25:22) | Andreoli Latina |

| 6.12.2009 | RPA-LuigiBacchi.it Perugia | 3:1 (25:17, 27:29, 26:24, 25:23) | Prisma Taranto |

| 6.12.2009 | Aran Cucine Abruzzo Pineto | 3:2 (25:17, 23:25, 23:25, 25:17, 15:11) | Esse-Ti Carilo Loreto |

|  | CoprAtlantide Piacenza |  | pauzuje |

|  |  | 15. KOLEJKA |  |
|  |  | ----------- |  |

| 13.12.2009 | Esse-Ti Carilo Loreto | 0:3 (16:25, 22:25, 24:26) | Lube Banca Marche Macerata |

| 13.12.2009 | Itas Diatec Trentino | 3:1 (21:25, 25:23, 26:24, 25:21) | RPA-LuigiBacchi.it Perugia |

| 13.12.2009 | CoprAtlantide Piacenza | 3:0 (25:23, 25:16, 25:15) | Acqua Paradiso Monza |

| 13.12.2009 | Tonno Callipo Vibo Valentia | 1:3 (24:26, 25:21, 21:25, 22:25) | Yoga Forlí |

| 13.12.2009 | Prisma Taranto | 0:3 (22:25, 20:25, 14:25) | Bre Banca Lannutti Cuneo |

| 13.12.2009 | Andreoli Latina | 2:3 (23:25, 19:25, 25:20, 26:24, 9:15) | Sisley Treviso |

| 13.12.2009 | Trenkwalder Modena | 0:3 (17:25, 23:25, 23:25) | Aran Cucine Abruzzo Pineto |

|  | Marmi Lanza Werona |  | pauzuje |

|  |  | 16. KOLEJKA |  |
|  |  | ----------- |  |

| 20.12.2009 | CoprAtlantide Piacenza | 3:0 (25:18, 25:17, 25:21) | Prisma Taranto |

| 20.12.2009 | Andreoli Latina | 0:3 (23:25, 22:25, 23:25) | Itas Diatec Trentino |

| 20.12.2009 | Marmi Lanza Werona | 1:3 (25:23, 18:25, 20:25, 22:25) | Bre Banca Lannutti Cuneo |

| 20.12.2009 | Lube Banca Marche Macerata | 3:1 (25:23, 22:25, 26:24, 25:22) | Trenkwalder Modena |

| 20.12.2009 | Acqua Paradiso Monza | 3:2 (18:25, 24:26, 25:20, 25:21, 17:15) | RPA-LuigiBacchi.it Perugia |

| 20.12.2009 | Tonno Callipo Vibo Valentia | 3:1 (25:22, 25:19, 23:25, 25:23) | Aran Cucine Abruzzo Pineto |

| 20.12.2009 | Sisley Treviso | 3:0 (25:17, 27:25, 25:16) | Esse-Ti Carilo Loreto |

|  | Yoga Forlí |  | pauzuje |

|  |  | 17. KOLEJKA |  |
|  |  | ----------- |  |

| 23.12.2009 | Trenkwalder Modena | 3:1 (25:18, 25:20, 22:25, 25:23) | Marmi Lanza Werona |

| 23.12.2009 | Aran Cucine Abruzzo Pineto | 0:3 (20:25, 13:25, 17:25) | Lube Banca Marche Macerata |

| 23.12.2009 | Prisma Taranto | 1:3 (18:25, 25:16, 18:25, 19:25) | Andreoli Latina |

| 23.12.2009 | Esse-Ti Carilo Loreto | 0:3 (19:25, 21:25, 21:25) | CoprAtlantide Piacenza |

| 23.12.2009 | Itas Diatec Trentino | 3:0 (25:18, 26:24, 25:17) | Tonno Callipo Vibo Valentia |

| 23.12.2009 | Bre Banca Lannutti Cuneo | 3:0 (25:16, 25:20, 25:20) | Yoga Forlí |

| 20.12.2009 | RPA-LuigiBacchi.it Perugia | 0:3 (20:25, 13:25, 27:29) | Sisley Treviso |

|  | Acqua Paradiso Monza |  | pauzuje |

|  |  | 18. KOLEJKA |  |
|  |  | ----------- |  |

| 27.12.2009 | Andreoli Latina | 2:3 (25:27, 22:25, 25:17, 25:17, 15:13) | Trenkwalder Modena |

| 27.12.2009 | Lube Banca Marche Macerata | 3:1 (25:21, 17:25, 25:20, 25:23) | RPA-LuigiBacchi.it Perugia |

| 27.12.2009 | Marmi Lanza Werona | 3:0 (25:20, 25:23, 25:23) | Esse-Ti Carilo Loreto |

| 27.12.2009 | Acqua Paradiso Monza | 1:3 (25:17, 24:26, 23:25, 19:25) | Itas Diatec Trentino |

| 27.12.2009 | CoprAtlantide Piacenza | 3:1 (27:25, 21:25, 25:22, 25:21) | Bre Banca Lannutti Cuneo |

| 27.12.2009 | Sisley Treviso | 3:1 (23:25, 25:20, 25:21, 25:22) | Tonno Callipo Vibo Valentia |

| 27.12.2009 | Yoga Forlí | 0:3 (26:28, 23:25, 12:25) | Prisma Taranto |

|  | Aran Cucine Abruzzo Pineto |  | pauzuje |

|  |  | 19. KOLEJKA |  |
|  |  | ----------- |  |

| 3.01.2010 | Lube Banca Marche Macerata | 1:3 (25:21, 16:25, 26:28, 25:27) | Sisley Treviso |

| 3.01.2010 | Prisma Taranto | 2:3 (22:25, 25:18, 13:25, 25:22, 17:19) | Marmi Lanza Werona |

| 3.01.2010 | Itas Diatec Trentino | 3:2 (23:25, 25:19, 23:25, 25:18, 15:5) | CoprAtlantide Piacenza |

| 3.01.2010 | Esse-Ti Carilo Loreto | 1:3 (17:25, 25:19, 22:25, 19:25) | Trenkwalder Modena |

| 3.01.2010 | Acqua Paradiso Monza | 1:3 (20:25, 25:20, 21:25, 26:28) | Bre Banca Lannutti Cuneo |

| 3.01.2010 | Aran Cucine Abruzzo Pineto | 0:3 (18:25, 23:25, 17:25) | Yoga Forlí |

| 3.01.2010 | Tonno Callipo Vibo Valentia | 2:3 (25:14, 22:25, 22:25, 31:29, 11:15) | Andreoli Latina |

|  | RPA-LuigiBacchi.it Perugia |  | pauzuje |

|  |  | 20. KOLEJKA |  |
|  |  | ----------- |  |

| 10.01.2010 | Itas Diatec Trentino | 3:1 (25:19, 19:25, 25:22, 25:23) | Lube Banca Marche Macerata |

| 10.01.2010 | CoprAtlantide Piacenza | 3:0 (25:15, 25:21, 25:18) | Tonno Callipo Vibo Valentia |

| 10.01.2010 | Sisley Treviso | 1:3 (25:20, 19:25, 23:25, 22:25) | Bre Banca Lannutti Cuneo |

| 10.01.2010 | Marmi Lanza Werona | 3:0 (25:22, 26:24, 25:21) | RPA-LuigiBacchi.it Perugia |

| 10.01.2010 | Esse-Ti Carilo Loreto | 3:2 (25:22, 24:26, 25:23, 20:25, 15:12) | Acqua Paradiso Monza |

| 10.01.2010 | Prisma Taranto | 3:1 (25:20, 23:25, 25:22, 25:16) | Aran Cucine Abruzzo Pineto |

| 10.01.2010 | Andreoli Latina | 3:2 (25:20, 24:26, 25:19, 22:25, 15:11) | Yoga Forlí |

|  | Trenkwalder Modena |  | pauzuje |

|  |  | 21. KOLEJKA |  |
|  |  | ----------- |  |

| 17.01.2010 | Lube Banca Marche Macerata | 3:2 (25:23, 22:25, 23:25, 25:20, 16:14) | CoprAtlantide Piacenza |

| 17.01.2010 | Bre Banca Lannutti Cuneo | 3:1 (18:25, 25:17, 25:17, 25:22) | Itas Diatec Trentino |

| 17.01.2010 | Tonno Callipo Vibo Valentia | 3:1 (18:25, 25:16, 25:21, 25:16) | RPA-LuigiBacchi.it Perugia |

| 17.01.2010 | Acqua Paradiso Monza | 3:1 (27:25, 16:25, 25:22, 25:15) | Trenkwalder Modena |

| 17.01.2010 | Sisley Treviso | 3:2 (19:25, 25:20, 22:25, 25:22, 15:10) | Marmi Lanza Werona |

| 17.01.2010 | Aran Cucine Abruzzo Pineto | 0:3 (18:25, 22:25, 23:25) | Andreoli Latina |

| 17.01.2010 | Yoga Forlí | 3:1 (17:25, 25:20, 25:19, 25:19) | Esse-Ti Carilo Loreto |

|  | Prisma Taranto |  | pauzuje |

|  |  | 22. KOLEJKA |  |
|  |  | ----------- |  |

| 24.01.2010 | Prisma Taranto | 0:3 (18:25, 17:25, 19:25) | Itas Diatec Trentino |

| 24.01.2010 | RPA-LuigiBacchi.it Perugia | 1:3 (26:24, 19:25, 21:25, 22:25) | Bre Banca Lannutti Cuneo |

| 24.01.2010 | CoprAtlantide Piacenza | 3:1 (25:17, 25:21, 21:25, 25:16) | Yoga Forlí |

| 24.01.2010 | Esse-Ti Carilo Loreto | 2:3 (25:16, 18:25, 19:25, 25:21, 12:15) | Tonno Callipo Vibo Valentia |

| 24.01.2010 | Andreoli Latina | 0:3 (22:25, 22:25, 21:25) | Acqua Paradiso Monza |

| 24.01.2010 | Trenkwalder Modena | 3:1 (21:25, 25:23, 35:33, 25:23) | Sisley Treviso |

| 24.01.2010 | Marmi Lanza Werona | 3:0 (25:18, 25:12, 25:18) | Aran Cucine Abruzzo Pineto |

|  | Lube Banca Marche Macerata |  | pauzuje |

|  |  | 23. KOLEJKA |  |
|  |  | ----------- |  |

| 7.02.2010 | Lube Banca Marche Macerata | 3:1 (22:25, 25:21, 25:19, 25:23) | Yoga Forlí |

| 7.02.2010 | Itas Diatec Trentino | 3:1 (26:24, 19:25, 25:19, 25:21) | Esse-Ti Carilo Loreto |

| 7.02.2010 | CoprAtlantide Piacenza | 3:1 (25:22, 25:20, 25:20) | Andreoli Latina |

| 7.02.2010 | RPA-LuigiBacchi.it Perugia | 3:0 (25:22, 25:20, 25:20) | Aran Cucine Abruzzo Pineto |

| 7.02.2010 | Bre Banca Lannutti Cuneo | 3:0 (25:13, 25:22, 25:18) | Trenkwalder Modena |

| 7.02.2010 | Acqua Paradiso Monza | 3:0 (25:17, 27:25, 25:15) | Prisma Taranto |

| 7.02.2010 | Tonno Callipo Vibo Valentia | 0:3 (21:25, 22:25, 20:25) | Marmi Lanza Werona |

|  | Sisley Treviso |  | pauzuje |

|  |  | 24. KOLEJKA |  |
|  |  | ----------- |  |

| 13.02.2010 | Prisma Taranto | 3:2 (26:24, 28:26, 28:30, 15:25, 15:13) | Tonno Callipo Vibo Valentia |

| 14.02.2010 | Esse-Ti Carilo Loreto | 0:3 (19:25, 18:25, 21:25) | RPA-LuigiBacchi.it Perugia |

| 14.02.2010 | Andreoli Latina | 1:3 (17:25, 20:25, 25:22, 20:25) | Lube Banca Marche Macerata |

| 14.02.2010 | Aran Cucine Abruzzo Pineto | 0:3 (25:27, 18:25, 16:25) | Sisley Treviso |

| 14.02.2010 | Trenkwalder Modena | 3:2 (25:23, 23:25, 25:20, 18:25, 15:12) | Itas Diatec Trentino |

| 14.02.2010 | Yoga Forlí | 0:3 (23:25, 20:25, 21:25) | Acqua Paradiso Monza |

| 14.02.2010 | Marmi Lanza Werona | 3:1 (29:27, 28:26, 23:25, 25:18) | CoprAtlantide Piacenza |

|  | Bre Banca Lannutti Cuneo |  | pauzuje |

|  |  | 25. KOLEJKA |  |
|  |  | ----------- |  |

| 21.02.2010 | Trenkwalder Modena | 3:0 (25:22, 34:32, 25:21) | CoprAtlantide Piacenza |

| 21.02.2010 | Aran Cucine Abruzzo Pineto | 0:3 (23:25, 17:25, 17:25) | Acqua Paradiso Monza |

| 21.02.2010 | Andreoli Latina | 1:3 (25:15, 19:25, 11:25, 16:25) | Marmi Lanza Werona |

| 21.02.2010 | Lube Banca Marche Macerata | 3:0 (25:18, 25:19, 25:18) | Tonno Callipo Vibo Valentia |

| 21.02.2010 | Bre Banca Lannutti Cuneo | 3:0 (25:21, 25:16, 25:20) | Esse-Ti Carilo Loreto |

| 21.02.2010 | RPA-LuigiBacchi.it Perugia | 3:2 (25:22, 27:25, 22:25, 20:25, 19:17) | Yoga Forlí |

| 21.02.2010 | Sisley Treviso | 3:0 (25:17, 25:19, 25:21) | Prisma Taranto |

|  | Itas Diatec Trentino |  | pauzuje |

|  |  | 26. KOLEJKA |  |
|  |  | ----------- |  |

| 28.02.2010 | Acqua Paradiso Monza | 3:1 (25:21, 14:25, 27:25, 25:20) | Lube Banca Marche Macerata |

| 28.02.2010 | Prisma Taranto | 1:3 (27:25, 19:25, 17:25, 23:25) | Trenkwalder Modena |

| 28.02.2010 | Marmi Lanza Werona | 1:3 (22:25, 25:22, 20:25, 32:34) | Itas Diatec Trentino |

| 28.02.2010 | Tonno Callipo Vibo Valentia | 3:0 (25:17, 26:24, 25:23) | Bre Banca Lannutti Cuneo |

| 28.02.2010 | CoprAtlantide Piacenza | 3:0 (25:17, 25:21, 25:16) | Aran Cucine Abruzzo Pineto |

| 28.02.2010 | Yoga Forlí | 0:3 (24:26, 19:25, 22:25) | Sisley Treviso |

| 28.02.2010 | RPA-LuigiBacchi.it Perugia | 3:2 (27:25, 27:25, 23:25, 22:25, 15:9) | Andreoli Latina |

|  | Esse-Ti Carilo Loreto |  | pauzuje |

|  |  | 27. KOLEJKA |  |
|  |  | ----------- |  |

| 6.03 2010 | Itas Diatec Trentino | 3:0 (25:16, 25:13, 25:18) | Yoga Forlí |

| 6.03 2010 | Marmi Lanza Werona | 1:3 (18:25, 25:16, 25:27, 20:25) | Acqua Paradiso Monza |

| 7.03 2010 | Andreoli Latina | 3:1 (25:19, 25:19, 25:27, 25:18) | Esse-Ti Carilo Loreto |

| 7.03 2010 | Lube Banca Marche Macerata | 3:0 (25:23, 25:20, 25:23) | Prisma Taranto |

| 7.03 2010 | Aran Cucine Abruzzo Pineto | 1:3 (18:25, 25:23, 15:25, 11:25) | Bre Banca Lannutti Cuneo |

| 7.03 2010 | Trenkwalder Modena | 3:0 (25:22, 25:22, 25:21) | RPA-LuigiBacchi.it Perugia |

| 7.03 2010 | Sisley Treviso | 3:0 (25:21, 28:26, 25:23) | CoprAtlantide Piacenza |

|  | Tonno Callipo Vibo Valentia |  | pauzuje |

|  |  | 28. KOLEJKA |  |
|  |  | ----------- |  |

| 13.03 2010 | Tonno Callipo Vibo Valentia | 2:3 (25:22, 22:25, 20:25, 25:21, 12:15) | Trenkwalder Modena |

| 14.03 2010 | Esse-Ti Carilo Loreto | 2:3 (25:19, 22:25, 27:29, 25:22, 6:15) | Prisma Taranto |

| 14.03 2010 | Bre Banca Lannutti Cuneo | 3:1 (23:25, 25:23, 25:17, 25:19) | Lube Banca Marche Macerata |

| 14.03 2010 | Aran Cucine Abruzzo Pineto | 0:3 (14:25, 18:25, 14:25) | Itas Diatec Trentino |

| 14.03 2010 | RPA-LuigiBacchi.it Perugia | 3:0 (26:24, 25:18, 25:19) | CoprAtlantide Piacenza |

| 14.03 2010 | Acqua Paradiso Monza | 3:2 (23:25, 24:26, 30:28, 25:22, 15:13) | Sisley Treviso |

| 14.03 2010 | Yoga Forlí | 0:3 (21:25, 24:26, 22:25) | Marmi Lanza Werona |

|  | Andreoli Latina |  | pauzuje |

|  |  | 29. KOLEJKA |  |
|  |  | ----------- |  |

| 17.03 2010 | Itas Diatec Trentino | 3:0 (25:20, 29:27, 35:33) | Sisley Treviso |

| 17.03 2010 | Prisma Taranto | 3:1 (25:22, 25:27, 25:21, 25:19) | RPA-LuigiBacchi.it Perugia |

| 17.03 2010 | Marmi Lanza Werona | 0:3 (23:25, 23:25, 18:25) | Lube Banca Marche Macerata |

| 17.03 2010 | Esse-Ti Carilo Loreto | 3:1 (25:14, 20:25, 25:23, 25:18) | Aran Cucine Abruzzo Pineto |

| 17.03 2010 | Andreoli Latina | 2:3 (25:20, 25:22, 14:25, 17:25, 7:15) | Bre Banca Lannutti Cuneo |

| 17.03 2010 | Tonno Callipo Vibo Valentia | 1:3 (25:21, 21:25, 27:29, 21:25) | Acqua Paradiso Monza |

| 17.03 2010 | Trenkwalder Modena | 3:0 (25:22, 25:22, 25:18) | Yoga Forlí |

|  | CoprAtlantide Piacenza |  | pauzuje |

|  |  | 30. KOLEJKA |  |
|  |  | ----------- |  |

| 21.03 2010 | Sisley Treviso | 3:1 (25:19, 25:20, 21:25, 25:21) | Andreoli Latina |

| 21.03 2010 | RPA-LuigiBacchi.it Perugia | 3:1 (25:14, 25:21, 19:25, 25:19) | Itas Diatec Trentino |

| 21.03 2010 | Lube Banca Marche Macerata | 3:0 (25:20, 25:19, 25:20) | Esse-Ti Carilo Loreto |

| 21.03 2010 | Aran Cucine Abruzzo Pineto | 0:3 (14:25, 21:25, 17:25) | Trenkwalder Modena |

| 21.03 2010 | Bre Banca Lannutti Cuneo | 3:1 (29:31, 25:19, 25:21, 27:25) | Prisma Taranto |

| 21.03 2010 | Acqua Paradiso Monza | 2:3 (25:17, 21:25, 25:21, 22:25, 13:15) | CoprAtlantide Piacenza |

| 21.03 2010 | Yoga Forlí | 3:0 (35:33, 25:17, 26:24) | Tonno Callipo Vibo Valentia |

|  | Marmi Lanza Werona |  | pauzuje |

### Tabela fazy zasadniczej
| Poz. | Klub                        | Pkt | Mecze | Mecze | Mecze | Rodzaj wyniku | Rodzaj wyniku | Rodzaj wyniku | Rodzaj wyniku | Rodzaj wyniku | Rodzaj wyniku | Sety | Sety | Sety | Sety  | Małe punkty | Małe punkty | Małe punkty |
| Poz. | Klub                        | Pkt | LM    | wyg.  | prz.  | 3:0           | 3:1           | 3:2           | 2:3           | 1:3           | 0:3           | LS   | wyg. | prz. | ratio | zdob.       | str.        | ratio       |
| ---- | --------------------------- | --- | ----- | ----- | ----- | ------------- | ------------- | ------------- | ------------- | ------------- | ------------- | ---- | ---- | ---- | ----- | ----------- | ----------- | ----------- |
| 1    | Itas Diatec Trentino        | 69  | 28    | 23    | 5     | 13            | 8             | 2             | 2             | 2             | 1             | 102  | 75   | 27   | 2,78  | 2418        | 2149        | 1,12        |
| 2    | Bre Banca Lannutti Cuneo    | 65  | 28    | 22    | 6     | 10            | 10            | 2             | 1             | 2             | 3             | 102  | 70   | 32   | 2,19  | 2435        | 2163        | 1,14        |
| 3    | Sisley Treviso              | 59  | 28    | 21    | 7     | 9             | 7             | 5             | 1             | 5             | 1             | 108  | 70   | 38   | 1,84  | 2567        | 2357        | 1,09        |
| 4    | Trenkwalder Modena          | 58  | 28    | 21    | 7     | 9             | 7             | 5             | 1             | 3             | 3             | 108  | 68   | 38   | 1,79  | 2472        | 2336        | 1,06        |
| 5    | Lube Banca Marche Macerata  | 57  | 28    | 20    | 8     | 8             | 8             | 4             | 1             | 5             | 2             | 107  | 67   | 40   | 1,68  | 2457        | 2331        | 1,06        |
| 6    | Acqua Paradiso Monza        | 55  | 28    | 18    | 10    | 8             | 7             | 3             | 4             | 4             | 2             | 109  | 66   | 43   | 1,53  | 2507        | 2418        | 1,04        |
| 7    | CoprAtlantide Piacenza      | 53  | 28    | 17    | 11    | 10            | 6             | 1             | 3             | 5             | 3             | 103  | 62   | 41   | 1,52  | 2383        | 2332        | 1,07        |
| 8    | Marmi Lanza Werona          | 44  | 28    | 15    | 13    | 7             | 5             | 3             | 2             | 6             | 5             | 105  | 55   | 50   | 1,10  | 2376        | 2332        | 1,02        |
| 9    | RPA-LuigiBacchi.it Perugia  | 39  | 28    | 13    | 15    | 4             | 5             | 4             | 4             | 6             | 5             | 111  | 53   | 58   | 0,97  | 2487        | 2499        | 1,00        |
| 10   | Tonno Callipo Vibo Valentia | 31  | 28    | 10    | 18    | 4             | 3             | 3             | 4             | 5             | 9             | 106  | 43   | 63   | 0,68  | 2351        | 2437        | 0,97        |
| 11   | Prisma Taranto              | 30  | 28    | 10    | 18    | 3             | 5             | 2             | 2             | 6             | 10            | 103  | 40   | 63   | 0,63  | 2270        | 2423        | 0,94        |
| 12   | Andreoli Latina             | 24  | 28    | 7     | 21    | 3             | 2             | 2             | 5             | 10            | 6             | 110  | 41   | 69   | 0,59  | 2368        | 2509        | 0,94        |
| 13   | Yoga Forlí                  | 21  | 28    | 6     | 22    | 3             | 2             | 1             | 4             | 5             | 13            | 101  | 31   | 70   | 0,44  | 2137        | 2385        | 0,90        |
| 14   | Esse-Ti Carilo Loreto       | 18  | 28    | 5     | 23    | 1             | 2             | 2             | 5             | 6             | 12            | 106  | 31   | 75   | 0,41  | 2235        | 2491        | 0,90        |
| 15   | Aran Cucine Abruzzo Pineto  | 6   | 28    | 2     | 26    | 1             | 0             | 1             | 1             | 7             | 18            | 95   | 15   | 80   | 0,19  | 1863        | 2290        | 0,81        |

Legenda (kolejne rubryki): Poz. – pozycja, Pkt – liczba punktów, LM – liczba meczów, wyg. – mecze wygrane, prz. – mecze przegrane, LS – liczba setów, wyg. – sety wygrane, prz. – sety przegrane, zdob. – małe punkty zdobyte, str. – małe punkty stracone
Punktacja:
- 3:0 i 3:1 – 3 pkt
- 3:2 – 2 pkt
- 2:3 – 1 pkt
- 1:3 i 0:3 – 0 pkt

### Liderzy
| Kolejka | Lider                       |
| ------- | --------------------------- |
| 1       | Tonno Callipo Vibo Valentia |
| 2       | CoprAtlantide Piacenza      |
| 3       | Sisley Treviso              |
| 4       | Sisley Treviso              |
| 5       | Itas Diatec Trentino        |
| 6       | Itas Diatec Trentino        |
| 7       | Itas Diatec Trentino        |
| 8       | Itas Diatec Trentino        |
| 9       | Itas Diatec Trentino        |
| 10      | Itas Diatec Trentino        |
| 11      | Itas Diatec Trentino        |
| 12      | Itas Diatec Trentino        |
| 13      | Itas Diatec Trentino        |
| 14      | Itas Diatec Trentino        |
| 15      | Itas Diatec Trentino        |
| 16      | Itas Diatec Trentino        |
| 17      | Itas Diatec Trentino        |
| 18      | Itas Diatec Trentino        |
| 19      | Itas Diatec Trentino        |
| 20      | Itas Diatec Trentino        |
| 21      | Itas Diatec Trentino        |
| 22      | Itas Diatec Trentino        |
| 23      | Itas Diatec Trentino        |
| 24      | Itas Diatec Trentino        |
| 25      | Itas Diatec Trentino        |
| 26      | Itas Diatec Trentino        |
| 27      | Itas Diatec Trentino        |
| 28      | Itas Diatec Trentino        |

## Faza play-off

### I runda
|  |  | ĆWIERĆFINAŁY |  |
|  |  | ------------ |  |

| 27.03.2010 | Itas Diatec Trentino | 3:0 (25:22, 25:17, 32:30) | Marmi Lanza Werona |

| 28.03.2010 | Marmi Lanza Werona | 2:3 (18:25, 25:23, 25:21, 14:25, 12:15) | Itas Diatec Trentino |

| 31.03.2010 | Itas Diatec Trentino | 3:0 (25:21, 25:17, 25:21) | Marmi Lanza Werona |

| 1.04.2010 | Bre Banca Lannutti Cuneo | 3:0 (25:16, 25:21, 25:19) | CoprAtlantide Piacenza |

| 5.04.2010 | CoprAtlantide Piacenza | 1:3 (24:26, 30:28, 24:26, 23:25) | Bre Banca Lannutti Cuneo |

| 8.04.2010 | Bre Banca Lannutti Cuneo | 3:0 (25:18, 25:22, 25:19) | CoprAtlantide Piacenza |

| 28.03.2010 | Sisley Treviso | 3:2 (25:20, 25:21, 22:25, 22:25, 15:11) | Acqua Paradiso Monza |

| 1.04.2010 | Acqua Paradiso Monza | 3:0 (25:18, 25:18, 25:17) | Sisley Treviso |

| 5.04.2010 | Sisley Treviso | 3:1 (25:20, 25:22, 22:25, 25:12) | Acqua Paradiso Monza |

| 11.04.2010 | Acqua Paradiso Monza | 0:3 (20:25, 21:25, 21:25) | Sisley Treviso |

| 27.03.2010 | Trenkwalder Modena | 1:3 (23:25, 25:20, 19:25, 23:25) | Lube Banca Marche Macerata |

| 31.03.2010 | Lube Banca Marche Macerata | 3:2 (21:25, 25:21, 25:18, 21:25, 15:11) | Trenkwalder Modena |

| 4.04.2010 | Trenkwalder Modena | 3:2 (21:25, 25:22, 14:25, 25:23, 15:11) | Lube Banca Marche Macerata |

| 10.04.2010 | Lube Banca Marche Macerata | 3:0 (25:22, 25:13, 25:21) | Trenkwalder Modena |

### II runda
|  |  | PÓŁFINAŁY |  |
|  |  | --------- |  |

| 18.04.2010 | Itas Diatec Trentino | 3:0 (25:18, 25:19, 25:22) | Lube Banca Marche Macerata |

| 21.04.2010 | Lube Banca Marche Macerata | 2:3 (17:25, 25:17, 25:19, 19:25, 10:15) | Itas Diatec Trentino |

| 25.04.2010 | Itas Diatec Trentino | 0:3 (21:25, 23:25, 23:25) | Lube Banca Marche Macerata |

| 28.04.2010 | Lube Banca Marche Macerata | 2:3 (26:28, 29:27, 25:17, 23:25, 11:15) | Itas Diatec Trentino |

| 21.04.2010 | Bre Banca Lannutti Cuneo | 3:1 (23:25, 25:18, 25:23, 25:20) | Sisley Treviso |

| 21.04.2010 | Sisley Treviso | 3:0 (25:20, 29:27, 25:15) | Bre Banca Lannutti Cuneo |

| 25.04.2010 | Bre Banca Lannutti Cuneo | 3:1 (25:10, 25:20, 22:25, 28:26) | Sisley Treviso |

| 28.04.2010 | Sisley Treviso | 1:3 (27:29, 23:25, 25:22, 19:25) | Bre Banca Lannutti Cuneo |

### III runda
W tym sezonie nastąpiła zmiana w formule finałowej. O zdobyciu Scudetto rozstrzygnął 1 mecz. Finał, czyli V-day został rozegrany 9 maja w Bolonii w hali Futurshow Station.
|  |  | FINAŁ |  |
|  |  | ----- |  |

| 9.05.2010 | Itas Diatec Trentino | 1:3 (15:14, 20:25, 22:25, 20:25) | Bre Banca Lannutti Cuneo |

| Mistrz Włoch                      |
| --------------------------------- |
| Bre Banca Lannutti Cuneo 1. tytuł |

## Klasyfikacja końcowa
| Miejsce | Zespół                      | Uwagi              |
| ------- | --------------------------- | ------------------ |
| 1.      | Bre Banca Lannutti Cuneo    | Liga Mistrzów      |
| 2.      | Itas Diatec Trentino        | Liga Mistrzów      |
| 3.      | Sisley Treviso              | Liga Mistrzów      |
| 4.      | Lube Banca Marche Macerata  | Puchar CEV         |
| 5.      | Trenkwalder Modena          | Puchar Challenge   |
| 6.      | Acqua Paradiso Monza        |                    |
| 7.      | CoprAtlantide Piacenza      |                    |
| 8.      | Marmi Lanza Werona          |                    |
| 9.      | RPA-LuigiBacchi.it Perugia  |                    |
| 10.     | Tonno Callipo Vibo Valentia |                    |
| 11.     | Prisma Taranto              |                    |
| 12.     | Andreoli Latina             |                    |
| 13.     | Yoga Forlí                  |                    |
| 14.     | Esse-Ti Carilo Loreto       | Spadek do Serii A2 |
| 15.     | Aran Cucine Abruzzo Pineto  | Spadek do Serii A2 |

## Statystyki indywidualne sezonu

### Najlepsi środkowi[4]
| Miejsce | Zawodnik            | Drużyna                           |
| ------- | ------------------- | --------------------------------- |
| 1.      | Rob Bontje          | Sisley Treviso                    |
| 2.      | Marko Podraščanin   | Lube Banca Macerata               |
| 3.      | Novica Bjelica      | Copra Nordmeccanica Piacenza      |
| 4.      | Wytze Kooistra      | Trenkwalder Modena                |
| 5.      | Simone Buti         | Acqua Paradiso Gabeca Montichiari |
| 6.      | Luigi Mastrangelo   | Bre Banca Lannutti Cuneo          |
| 7.      | Emanuele Birarelli  | Trentino BetClic                  |
| 8.      | Konstantin Shumov   | Esse-ti Carilo Loreto             |
| 9.      | Francesco Fortunato | Bre Banca Lannutti Cuneo          |
| 10.     | Giorgio De Togni    | Sisley Treviso                    |

### Najlepsi rozgrywający[5]
| Miejsce | Zawodnik          | Drużyna                           |
| ------- | ----------------- | --------------------------------- |
| 1.      | Nikola Grbić      | Bre Banca Lannutti Cuneo          |
| 2.      | Javier Gonzalez   | Tonno Callipo Vibo Valentia       |
| 3.      | Dragan Travica    | Acqua Paradiso Gabeca Montichiari |
| 4.      | Mikko Esko        | Trenkwalder Modena                |
| 5.      | Ricardo Garcia    | Sisley Treviso                    |
| 6.      | Donald Suxho      | Prisma Taranto                    |
| 7.      | Valerio Vermiglio | Lube Banca Macerata               |
| 8.      | Marco Visentin    | Esse-ti Carilo Loreto             |
| 9.      | Manuel Coscione   | Yoga Forlí                        |
| 10.     | Giorgio De Togni  | RPA-LuigiBacchi.it Perugia        |

### Najlepsi atakujący[6]
| Miejsce | Zawodnik          | Drużyna                           |
| ------- | ----------------- | --------------------------------- |
| 1.      | Igor Omrčen       | Lube Banca Macerata               |
| 2.      | Ángel Dennis      | Trenkwalder Modena                |
| 3.      | Mauro Gavotto     | Acqua Paradiso Gabeca Montichiari |
| 4.      | Alessandro Fei    | Sisley Treviso                    |
| 5.      | Władimir Nikołow  | Bre Banca Lannutti Cuneo          |
| 6.      | Jan Stokr         | RPA-LuigiBacchi.it Perugia        |
| 7.      | Michal Lasko      | Marmi Lanza Werona                |
| 8.      | Matej Kazijski    | Trentino BetClic                  |
| 9.      | Osmany Juantorena | Trentino BetClic                  |
| 10.     | Hristo Zlatanov   | Copra Nordmeccanica Piacenza      |